# Salvatore Giuliano
Salvatore Giuliano [sálvátór dzsulijáno] (Montelepre, 1922. november 16. – Castelvetrano, 1950. július 5.) szicíliai bandita és szeparatista. 1950-ben Olaszország legkörözöttebb bűnelkövetője volt. Giuliano idejében úgy tekintettek rá, mint Szicília függetlenségének hősére, egyfajta modernkori Robin Hoodra, de valójában közönséges bűnöző volt.

## Élete
Giuliano Palermo vidékén született, idősebb Salvatore Guiliano és Maria Lombardo gyermekeként. A családban ő volt a legkisebb, rajta kívül egy bátyja és két nővére volt. Otthon csak Turiddu-nak, vagy Turi-nak hívták.

Már fiatalkorában Amerikába akart települni, s később törvényenkívüli lett belőle. Mint feketepiaci űzér kezdett tevékenykedni, egészen 1943-ig. Ebben az évben Szicíliát brit és amerikai csapatok kezdték megszállni. A szigeten állomásozó olasz hadsereg letette a fegyvert és nem volt hajlandó harcolni a fasiszta Olaszországért, így a megszállók elleni harcot már kizárólag csak a német egységek folytatták.
Két hónappal a megszállást követően Giuliano meggyilkolt egy csendőrt, aki le akarta tartóztatni. Ezután elmenekült és bandát szervezett.

Giuliano a szicíliai maffiával is kapcsolatba került, akiknek börtönben ülő főnökével, Lucky Lucianóval az amerikaiak egyezséget kötöttek, mely szerint szabadon engedik, ha a szövetségesek szicíliai hadműveleteit a maffia nem akadályozza, sőt még segítséget is nyújtottak a fasisztákkal és németekkel szembeni ellenállás fokozására. E kapcsolattal a háta mögött Giuliano megúszta azt, hogy letartóztassák.

Bandája a környék hegyeiben rejtőzködött és szabályos haramia módszereket alkalmazva hajtotta végre bűncselekmények egész sorozatát. Giulianónak közben kapcsolatai épültek ki a sziget függetlenségéért küzdő szeparatista csoportokkal, akiknek törekvései Mussolini uralmának idején erősödtek fel. A szeparatisták úgy nevezték mint a „szicíliai hadsereg” ezredesét. Ez az állítólagos hadsereg Giuliano bandája volt, s a bűnözők effajta beállításával Giulianonak a függetlenség eszméjével rokonszenvező lakosság támogatását is sikerült megnyernie, de leginkább a maffiával fenntartott kapcsolatai védték meg a törvénytől.
Giuliano tetteit nézve nem nevezhető hősnek. Rendszerint a falvak és városok lakosságát is megtámadta szabadcsapata. Emberei sokakat megöltek, másokat váltságdíj fejében túszul ejtettek. A szicíliaiak körében azonban rendkívül népszerű volt sokáig, balladák, kisebb elbeszélések, legendák és dalok születtek róla.

1947-re azonban Giuliano elvesztette minden népszerűségét. Egy faluban San Giuseppe Jatóban nagy tömeg kísérte figyelemmel Girolamo Li Causi kommunista szónok beszédét május 1-jén, amikor a közeli hegyről Giuliano és bandája hidegvérrel gépfegyverekből és puskákból tüzet nyitottak a civilekre. A támadásnak valószínűleg az lehetett az oka, hogy a baloldal is nyíltan felemelte a szavát a maffia és Giuliano ellen. A szicíliai nyelven Purtedda dâ Ginestra-nak nevezett véres terrorcselekmény 11 halálos áldozatot követelt és 33 ember megsebesült. A fegyvertelen szicíliai lakosok ellen elkövetett gaztette kiábrándította a Giulianot hősként imádó emberek legtöbbjét.

A maffia megvonta tőle a támogatást, részben a san giuseppei támadásért, részben azért, mert római kormány ettől kezdve már fő céljának tekintette Giuliano elfogását és eddigre legalább kétezer csendőrt küldtek már ellene.

## Giuliano halála
Az olasz csendőrségnek Giuliano egyik embere, a testőre Gaspare Pisciotta jelentést tett főnöke hollétéről, cserébe azért, hogy elengedik neki a bandában való részvételét. Pisciotta azzal csalta tőrbe Giulianot, hogy a kormány rajta keresztül amnesztiát ígér neki, ha felhagy a tevékenységével, s szabadon távozhat Amerikába.

1950. július 5-én Pisciotta Castelvetranoban levő házához igyekezett, ahol a csendőrség már várt rá, s azon nyomban bekerítették. Halálával kapcsolatban két verzió létezik: az egyik miszerint a csendőrök automata gépfegyverekből nyitottak rá golyózáport, a másik, hogy Pisciotta ölte meg, s miután a csendőrök meg akartak bizonyosdni, hogy valóban meghalt, még egyszer rálőttek a fegyvereikből.
Giulianoról 1987-ben film készült Christopher Lambert főszereplésével, Szicíliai címen, amelyhez sokak szerint alapjául Felice Chilanti: Három zászlót Salvatore Giulianónak c. dokumentumregénye szolgált és Mario Puzo: A Szicíliai c. regényét használták fel.